# Frate Alessandro
Alessandro Giacomo Brustenghi (Perugia, 21 aprile 1978) è un religioso e tenore italiano, frate dell'Ordine dei Frati minori. È il primo frate ad aver firmato un esclusivo contratto discografico con una delle principali etichette discografiche mondiali, nello specifico la Decca Records appartenente alla Universal Music. Il suo album di debutto si intitola La voce da Assisi, Voice from Assisi. È stato pubblicato il 15 ottobre del 2012. Il singolo di apertura è una pubblicazione "double-A side", che consta delle tracce Panis Angelicus e Sancta Maria.

## Biografia

### Gli studi musicali
Fra Alessandro Giacomo Brustenghi è nato a Perugia il 21 aprile del 1978. Vive nel piccolo paese di Castiglione della Valle e fin da giovanissimo, a 9 anni, ispirato dalle figure di Michael Jackson e Johann Sebastian Bach, inizia a prendere lezioni di musica con l'idea di diventare organista e compositore, senza mai abbandonare la passione per la musica pop. Frequentando in seguito l'indirizzo musicale presso l'Istituto Magistrale A. Pieralli della città natale vi ha trovato diversi spunti di crescita verso l'interesse del canto e della composizione nonché un ottimo terreno in cui si è immerso nel mondo della poesia e della narrativa, disciplina utile a completare la formazione musicale che lo ha condotto a collaborare per alcune pubblicazioni. Contemporaneamente ha portato avanti presso il Conservatorio di musica Francesco Morlacchi di Perugia gli studi di organo e composizione organistica con il maestro Wjnand van de Pol; nel 1996 vi affianca anche lo studio del canto presso lo stesso conservatorio sotto la guida di Gabriella Rossi. Consegue il diploma in Canto lirico nel 2004 e durante gli studi ha lavorato come cantore, preparatore vocale e collaboratore presso diversi cori e ensemble dell'Umbria svolgendo una vasta attività concertistica. Nel corso della sua formazione ha affrontato generi musicali molto diversi tra loro, dal canto gregoriano alla musica moderna e contemporanea e si è distinto in particolare come solista nell'esecuzione di concerti da camera interpretando arie italiane del repertorio operistico, napoletano e sacro.

### Il percorso religioso
A 16 anni inizia nel frattempo il suo percorso di conversione che lo porterà a chiedere di entrare nell'Ordine dei Frati Minori dell'Umbria; nel 1999 entra nel postulato a Monteluco di Spoleto e nel 2001 emette i primi voti a San Damiano, presso Assisi. Lungo il percorso di formazione religiosa continua a portare avanti gli studi di organo con il maestro fra Alberto Cerroni, approfondisce il genere sacro e liturgico sotto la guida di fra Maurizio Verde, e seguita a scrivere musica e poesia collaborando attivamente alle celebrazioni liturgiche della fraternità. Nel 2002 interrompe il percorso religioso nell'Ordine alla ricerca di una forma di vita più solitaria e ritirata e nell'attesa di poter realizzare il proprio progetto spirituale riprende gli studi al Conservatorio e la sua vasta e consistente attività concertistica nel territorio umbro. Conseguito il diploma in canto nel 2004 Alessandro abbandona il progetto di vita eremitica e chiede di rientrare nell'Ordine riprendendo così il cammino religioso rimasto in sospeso. Con l'intenso studio della teologia accantona per anni l'attività e lo studio del canto, prestando servizio soltanto all’interno della fraternità; non manca, però, nel frattempo di continuare a esercitarsi nella composizione sia musicale che poetica e incrementa notevolmente la propria conoscenza del repertorio sacro e liturgico che lo porterà a una profonda riflessione riguardo al rapporto tra canto e spiritualità. Consegue nel 2009 la tesi di Baccalaureato sul tema Santità, vera arte e universalità, i tre caratteri della musica sacra e nello stesso anno emette i voti perpetui presso la Basilica di Santa Maria degli Angeli in Porziuncola, dove presterà servizio per un anno nell'Infermeria Provinciale.

### La missione di evangelizzazione con il canto e la musica
Nel 2011 torna a esibirsi in alcuni piccoli concerti con repertorio operistico, stimolando così il desiderio di riprendere a cantare dopo anni di inattività. Durante uno di questi eventi incontra il soprano Catharina Sharp con la quale inizia un dialogo riguardo ad alcuni progetti di registrazioni; mesi più tardi grazie a lei entra in contatto con il manager Mark Pinder che gli propone un'audizione per la Decca records – Universal music a dicembre. Frate Alessandro riceve il permesso dai superiori e accetta di fare questa audizione a seguito della quale subito gli viene proposto un contratto per registrare un cd di arie sacre. Di fronte a ciò, pur dubbioso e per nulla convinto, frate Alessandro chiede consiglio ai suoi superiori e a fidati amici ricevendo da tutti un caldo incoraggiamento e il permesso di proseguire in questo progetto innovativo. Ad affiancarlo da subito ci sarà fra Eunan McMullan, frate di origine irlandese, ma appartenente alla medesima Provincia religiosa dell'Umbria, con un prestigioso passato di avvocato. Viene a costituirsi subito in questo modo l'identità del progetto che si configura come una vera e propria missione francescana di evangelizzazione: due frati mandati per il mondo ad annunciare il Vangelo.
Grazie all'esperienza di fra Eunan il dialogo con la Decca risulta serio e sereno e porta a un accordo bilanciato che permette alla Casa discografica di produrre e promuovere il proprio prodotto e alla Provincia dei Frati Minori di impostare la propria missione e preservare la vita religiosa dei due fratelli inviati. L'aspetto più difficile da affrontare è stato quello economico; frate Alessandro, infatti, avendo fatto voto di povertà, non ha voluto ricevere alcun provento personale dalla vendita dei CD. Perciò in accordo con i superiori è stato deciso di destinare tutti i proventi dei CD alle missioni all'estero sostenute dalla Provincia dei Frati Minori dell'Umbria.
Con la firma del contratto, frate Alessandro diviene il primo religioso nella storia ad aver firmato un contratto discografico esclusivo con una major.
La produzione del primo album vedrà frate Alessandro collaborare con Mike Hedges, (già produttore, fra gli altri, di U2, Dido, The Cure, Manic Street Preachers, The Priests) e con la London Session Orchestra presso gli Abbey Road Studios di Londra. Ed è proprio in occasione delle registrazioni del CD che il religioso sale per la prima volta in aereo, segnando così l'inizio di una lunga e articolata serie di viaggi per il mondo. A maggio del 2012 viene annunciata a Londra l'uscita del CD, a settembre si tiene alla Porziuncola la conferenza stampa e il concerto di presentazione e il 15 ottobre esce ufficialmente Voice from Assisi.
La promozione del disco porta fra Alessandro e fra Eunan a stretto contatto con il mondo mediatico e dell'informazione tramite partecipazioni televisive e radio e numerose interviste per la stampa. Vengono prodotti nell'ambito di questo progetto anche dei video e un documentario con interviste esclusive in cui viene descritta la storia di questa particolare missione musicale di frate Alessandro; il documentario sarà pubblicato nel 2013 in una edizione speciale di Voice from Assisi. In seguito alla popolarità acquistata frate Alessandro partecipa anche alla produzione di un libro biografico edito dalle Edizioni Porziuncola e intitolato: Frate Alessandro – La mia musica, la mia vita.
Il successo di questo primo album apre la strada a un secondo lavoro che avrà come tema il Natale e porterà il titolo di Voice of Joy. Haydn Bendall è il produttore e gli arrangiamenti vengono affidati al giovane compositore australiano Steven Baker, già autore del Pater noster contenuto in Voice from Assisi; anche per questo secondo album Baker scriverà appositamente per frate Alessandro un brano, Agnus Dei. La tracklist offre una scelta dei più celebri e classici canti di Natale internazionali, ma trovano spazio anche due brani francescani, e due Ave Maria. I video dei brani vengono registrati a Betlemme.
Il 2013 è segnato particolarmente dalla partecipazione al Big Sing, per la BBC, alla Royal Albert Hall di Londra e ad altri eventi per la TV e radio britannica.
Il terzo album esce nel 2015, è un progetto promosso dalla Decca Italia con la produzione di John Fraser. Ad accompagnare i brani stavolta è la Camerata Ducale di Vercelli, diretta da Guido Rimonda e gli arrangiamenti sono di Bruno Moretti. Il titolo scelto, Voice of peace, esprime la continuità con i due precedenti lavori nell’ottica di comunicare il messaggio francescano di gioia e pace per mezzo della musica.
In questi anni vengono conferiti al religioso alcuni premi, tra cui il premio “Personalità europea 2014” e il premio Bonifacio VIII 2016 con nomina di membro onorario presso l'Accademia Bonifaciana.
Nel 2016 viene pubblicata la raccolta O holy night, sempre con la Decca Italia, in cui troveranno spazio 4 tracce inedite, 2 delle quali registrate insieme al coro di voci bianche di Vienna.
In autunno vede la luce un progetto con la PBS che coinvolge frate Alessandro, l'Orchestra da Camera di Perugia e la Cappella Musicale della Basilica di San Francesco in un concerto che raccoglie i brani più famosi dei suoi CD; il concerto è stato trasmesso sia dall'emittente americana che da Tv2000 in Italia e porterà alla produzione di un DVD intitolato: Friar Alessandro: The Voice of Assisi.
Sempre nel 2016, a settembre, viene presentato l'opuscolo Laudato si' - la melodia nascosta del Cantico delle creature, edito dalle Edizioni Porziuncola, in cui frate Alessandro illustra una ricerca mirata alla ricostruzione ipotetica della melodia originale del celebre Cantico del poverello.
Dopo numerosi viaggi ed eventi, il religioso chiede ai superiori un periodo di pausa per il 2018 per poi riprendere l'attività nel periodo natalizio.
Nel 2019 vede la luce il quinto lavoro discografico per l'etichetta Encore music dal titolo Il paese del sole, un excursus storico sull'aria da camera e sulla canzone italiana in cui frate Alessandro si mostra anche come compositore nel brano Tornerò. A questo progetto partecipano Manuel Magrini al pianoforte, Fabrizio Fanini alla chitarra e Javier Girotto al sax soprano; l’arte di questi musicisti conferisce all’album un’aura live jazz che costituisce un'autentica novità nel repertorio del frate cantante.
Nello stesso anno viene pubblicato dalle Edizioni Porziuncola il libro Le note dell'anima – Origine, natura e tecnica del canto spirituale, un volume in cui frate Alessandro appunta la sua esperienza del canto come cammino spirituale esponendone i principi tecnici e interpretativi.
Nel 2020 è pubblicato La nostra voce – Storia di un dono, un'autobiografia scritta dal cantante per le Edizioni San Paolo.
A settembre di questo stesso anno frate Alessandro viene trasferito presso il Santuario di San Damiano in Assisi dove rimane fino al 2022 da quando inizia a essere di fraternità presso la Chiesa di Sant'Antonio di Padova (Terni) ossia il Santuario Antoniano dei Protomartiri francescani.
Nel 2023 debutta come attore interpretando Francesco d'Assisi nel film La Stella di Greccio di Arnaldo Casali, presentato in anteprima al Terni Film Festival mentre il 16 gennaio durante il  Giubileo del 2025 viene eseguito per la prima volta l'inno in onore dei Protomartiri francescani da lui composto e musicato.
In occasione dell'ottavo centenario della composizione del Cantico delle creature il 2 febbraio 2025 ha pubblicato uno studio su tale laude composta da Francesco d'Assisi.

## Discografia

### Album
| Anno | Album                                                                                        | Piazzamento | Certificazione | Note |
| Anno | Album                                                                                        | FR          | Certificazione | Note |
| ---- | -------------------------------------------------------------------------------------------- | ----------- | -------------- | --- |
| 2012 | Voice from Assisi (internazionale) - La voce da Assisi (Italia) - La Voix d'Assise (Francia) | 47          |                | - Decca Records - London Session Orchestra Tracce: 1. Fratello sole sorella luna 2. Pater noster 3. Le lodi di Dio altissimo 4. Panis Angelicus 5. Sancta Maria 6. Tantum Ergo Sacramentum 7. Vergin tutto amor 8. Ave Maria 9. Kyrie 10. Cantique de Jean Racine 11. Make Me a Channel of Your Peace |
| 2013 | Voice of joy (internazionale) - Tu scendi dalle stelle (Italia) - Chanter la joie (Francia)  | 149         |                | - Decca Records - London Session Orchestra Tracce: 1. Tu scendi dalle stelle 2. O santa notte (O Holy Night) 3. Adeste Fideles 4. Veni veni Emmanuel 5. Agnus Dei 6. O Tannenbaum 7. Ave Maria (Bartolucci) 8. Madonna de Claritate 9. Joy To The World 10. Alto e glorioso Dio 11. Ave Maria (Bach/Gounod) 12. Silent Night 13. Caro Gesù bambino 14. Madre en la puerta 15. A gaelic blessing                                                                                      |
| 2015 | Voice of peace (internazionale)                                                              |             |                | - Decca Records - Guido Rimonda/Camerata Ducale, Tracce: 1. Amazing Grace 2. Resta Con Noi, Signore 3. Agnus Dei 4. Con Te, Gesù 5. Ave Maria (Vavilov) 6. Aria Da Chiesa 7. Jesus Bleibet Meine Freude 8. Ave Maria (Saint-Saëns) 9. Adagio 10. Santo Francesco 11. Ave Maria (Bach/Gounod) 12. Here I Am, Lord |
| 2016 | O holy night - Canti natalizi (internazionale)                                               |             |                | - Decca Records - Tracce: 1. O Holy Night 2. Adeste Fideles 3. O Mio Signor 4. Stille Nacht 5. Panis Angelicus 6. Pater Noster (Steven Baker) 7. Ave Verus Corpus 8. Sancta Maria 9. Tu Scendi dalle Stelle 10. Joy To The World 11. Alto e Glorioso Dio 12. Jul, Jul, Strålande Jul 13. Con Te, Gesù 14. Ave Maria" (Bach/Gounod) 15. Here I Am, Lord 16. Resta Con Noi, Signore 17. Jesus Bleibet Meine Freude 18. Amazing Grace 19. Fratello Sole, Sorella Luna 20. Silent Night" |
| 2019 | Il Paese del Sole                                                                            |             |                | - Encore Music - 1. Caro mio ben 2. Mattinata 3. Ideale 4. Santa Lucia lontana 5. Munasterio 'e Santa Chiara 6. 'O paese d'o sole 7. Non ti scordar di me 8. La strada nel bosco 9. Parlami d'amore Mariù 10. Vecchio scarpone 11. Nel blu dipinto di blu 12. Mamma 13. Tornerò 14. Vergin Santa 15. O sole mio (ghost track) |

### Singoli
- 2012 – Panis Angelicus / Sancta Maria